# 2023 en Suède
Chronologie de la Suède
- 2019
- 2020
- 2021
- 2022
- 2023
- 2024
- 2025
- 2026
- 2027

Cet article présente les faits marquants de l'année 2023 en Suède ou relatifs à la Suède.

## Gouvernement
- Monarque : Charles XVI Gustave
- Premier ministre : Ulf Kristersson

## Événements
Janvier
- 22 janvier : Birgitta Ed (se), la femme du premier ministre Ulf Kristersson, est ordonnée prêtre par l'Église évangélique luthérienne[1].

## Décès

### Janvier
- 13 janvier : Klas Lestander, Biathlète suédois, champion aux Jeux olympiques d'hiver de 1960
- 15 janvier : Jane Cederqvist, Nageuse suédoise, médaillée d'argent aux Jeux olympiques d'été de 1960
- 28 janvier : Krister Kristensson, Joueur de football international suédois

### Février
13 février : Carl-Åke Ljung, kayakiste

### Avril
- 7 avril : Lasse Wellander, guitariste
- 9 avril : Holger Sundström, skipper

### Mai
- 1er mai : Pugh Rogefeldt, auteur-compositeur, guitariste et chanteur
- 1er mai : Per Åhlin, dessins animés et films d'animation

### Juin
- 23 juin : Denise Grünstein, photographe finlandaise décédée en Suède

### Juillet
- 12 juillet : Leif Zetterling, dessinateur de presse et caricaturiste et auteur de bande dessinée
- 31 juillet : Inga Landgré, actrice

### Août
- 1er août : Owe Adamsson, coureur cycliste
- 12 août : Berit Lindholm, soprano
- 15 août : Arnold Östman, chef d'orchestre, pianiste et organiste

### Septembre
- 12 septembre : Beytocan, musicien kurde mort en Suède
- 19 septembre : Per Gahrton, homme politique

### Octobre
- 8 octobre : Agneta Andersson, championne de kayak
- 18 octobre : Lasse Berghagen,  chanteur, compositeur et animateur de télévision
- 22 octobre : Reino Börjesson, joueur de football

### Novembre
- 22 novembre : Sture Ohlin, biathlète

### Décembre
- 15 décembre : Hans Selander, joueur de football
- 18 décembre : Bo Larsson, joueur de football